# 王難得
王 難得（おう なんとく、生年不詳 - 763年）は、唐代の軍人。本貫は沂州臨沂県。

## 経歴
王思敬の子として生まれた。勇敢で決断力があり、騎射を得意とした。天宝初年、河源軍使をつとめた。馬に乗って槍をたばさみ、吐蕃のツェンポの子の郎支都を刺殺して、その首級を長安に送った。凱旋すると、玄宗の謁見を受けて、殿前で郎支都を刺したいきさつを物語った。錦袍金帯を賜り、左金吾衛将軍に任じられた。
天宝7載（748年）、難得は哥舒翰に従って吐蕃を積石軍で攻撃し、吐谷渾の王子の悉弄参および婿の悉頬蔵を捕らえて凱旋した。左武衛将軍・関西游奕使に任じられた。天宝9載（750年）、吐蕃を討ち、五橋を占領し、樹敦城を落として、白水軍使をつとめた。天宝13載（754年）、九曲を占領に従軍して、特進を加えられた。
天宝14載（755年）に安禄山の乱が起こると、翌年に難得は哥舒翰に従って潼関で戦った。潼関を失陥すると、粛宗に従って霊武に赴いた。ときに行在では軍に対する報償費が欠乏していたため、難得は絹3000匹や金銀器などを進上した。至徳元載（756年）、衛尉寺卿・興平軍使に試用され、鳳翔都知兵馬使を兼ねた。長安を奪回するにあたって、反乱軍と戦った。その部下の靳元曜が落馬すると、難得は駆けつけてかれを救おうとした。反乱兵の射た矢が難得の眉に当たり、皮膚を穿って目をふさいだが、難得は自ら矢を抜き、顔面血みどろで戦い続けた。郭子儀に従って安慶緒を相州で攻撃し、琅邪郡公に封じられ、英武軍使をつとめた。宝応2年（763年）、死去した。潞州大都督の位を追贈された。
子に王子顔があった。

## 伝記資料
- 『旧唐書』巻183 列伝第133
- 『新唐書』巻147 列伝第72